# Jeu de la carte
Au bridge, le Jeu de la carte ou Période de jeu est la période durant laquelle les cartes sont jouées. En bridge de compétition, elle commence formellement lorsque l'entame est rendue visible et se termine lorsque les cartes sont retirées des poches de l'étui suivant. Plus communément, on considère qu'elle commence avec le choix de l'entame et se termine lorsque la dernière carte est jouée.  
Par extension, le Jeu de la carte désigne aussi l'ensemble des techniques utilisées par les joueurs lors du jeu de la carte.

## Principes et règles applicables au jeu de la carte

### Règles générales
Au bridge, le jeu d'une donne se divise en deux périodes, la première s'appelle officiellement Période des annonces et la seconde la Période du jeu de la carte. (Voir aussi Enchère (bridge).)
Une fois les enchères (nom usuel de la période des annonces) terminées, le joueur assis à gauche du déclarant entame la première levée (ou pli) en jouant la carte de son choix.
Les cartes du mort sont ensuite étalées faces visibles d'une manière standard (voir section sur l'entame).
Les autres joueurs posent alors une carte de leur main, à tour de rôle et dans le sens des aiguilles d'une montre. Les joueurs doivent poser une carte de la même couleur que la première carte posée pour ce pli (Cette carte est officiellement appelée Attaque). Si un joueur n'a plus de carte de cette couleur, n'importe quelle carte de sa main peut être posée. 
Lorsque chaque joueur a joué une carte, le pli se termine et est remporté par le joueur ayant posé le plus gros atout sur ce pli. Si aucun atout n'a été joué, le pli est remporté par le joueur ayant joué la plus grosse carte dans la couleur attaquée.
Les cartes jouées pendant le pli sont ensuite cachées et mises de côté, elles ne serviront plus pour cette donne (la manière exacte de procéder pour les mettre de côté peut varier selon que l'on joue en compétition ou entre amis). Le joueur qui a remporté le pli joue une carte de sa main de son choix (ou du choix du déclarant, s'il s'agît de la main du mort) pour lancer le pli suivant. Cette carte constitue donc l'attaque du nouveau pli.
Les cartes jouées par le mort sont choisies par le déclarant. Le mort se contente d'obtempérer et n'a pas le droit d'influencer le choix de son partenaire. Dans la pratique, il arrive souvent que le déclarant manipule lui-même les cartes du mort, celui-ci n'ayant aucune action à réaliser peut même s'absenter de la table.
Le jeu de la carte se termine lorsque les 52 cartes ont été jouées (en 13 levées). Les levées remportées par le déclarant sont ajoutées à celles remportées par le mort. Ce total est comparé au nombre de levées requises par le contrat afin d'établir le score de la donne (voir Marque du bridge).

### Entame
La première carte est déposée par le joueur à la gauche du déclarant. C'est l'entame. Le partenaire du déclarant étale alors ses cartes sur la table et devient le Mort. Il les étale de sorte que vu du déclarant, il y ait une colonne pour chaque couleur, que chaque colonne soit triée pour avoir les cartes les plus fortes en haut et que l'éventuel atout constitue la colonne de gauche. Il est d'usage d'alterner les couleurs rouges et les couleurs noires pour le confort.
En compétition, la période du jeu de la carte ne commence formellement que lorsque l'entame est rendue visible. Il convient, en compétition, de jouer la carte d'entame face cachée. Le déclarant et le partenaire de l'entameur peuvent alors encore demander un rappel des enchères ou des explications sur les déclarations faites par leurs adversaires respectifs. Lorsque plus personne ne souhaite d'explications, la carte d'entame est révélée et la phase du jeu de la carte commence officiellement. Cette manière de faire réduit le risque de révéler indûment une carte lorsque l'on pense à tort être l'entameur et libère également un temps au partenaire pour demander une dernière fois quelques explications sur les enchères sans que l'on puisse suspecter qu'il cherche à influencer le choix de l'entame.
Tous les joueurs sont dès lors en mesure de voir le jeu du mort.

### Signaux à la carte
Les conventions de signalisation du jeu de la carte d'une équipe sont communiquées aux adversaires à leur demande. En France, le SEF prescrit un ensemble de conventions standard auxquelles chaque paire peut déroger.

## Maniement des couleurs

### Impasses et expasses
La réussite d'une impasse dépend des informations que l'on a pu glaner sur la position probable des honneurs adverses, mais repose aussi sur une connaissance sommaire des probabilités.
| Déclarant+Mort | Adversaires | Répartition probable des cartes adverses  |
| -------------- | ----------- | ----------------------------------------- |
| 7 cartes       | 6 cartes    | 4-2 dans 48% des cas 3-3 dans 36% des cas |
| 8 cartes       | 5 cartes    | 3-2 dans 68% des cas 4-1 dans 28% des cas |
| 9 cartes       | 4 cartes    | 3-1 dans 50% des cas 2-2 dans 40% des cas |
| 10 cartes      | 3 cartes    | 2-1 dans 78% des cas 3-0 dans 22% des cas |

Sans information sur la répartition des cartes adverses :
- Probabilité de réussir une impasse : 50%
- Probabilité de réussir deux impasses : 25%
- Probabilité de réussir au moins deux impasses sur trois : 50%

## Plan de jeu du déclarant
Le plan de jeu du déclarant est un schéma mental du déroulement de la donne élaboré par le déclarant afin de maximiser les chances d'atteindre son objectif. Dans la plupart des donnes, l'objectif consiste naturellement en la réussite du contrat.
Bien que chaque technique de jeu utilisable à sans-atout puisse, occasionnellement, être mise en place dans un contrat à la couleur, l'élaboration d'un plan de jeu à sans-atout est généralement bien différente de l'élaboration d'un plan de jeu à la couleur.

Le déclarant doit d'abord choisir une Main de base, la sienne ou celle du Mort. C'est le plus souvent la main qui comporte une couleur secondaire facilement affranchissable. 

« Le plan de jeu consiste alors à rendre cette couleur maîtresse en priorité pour limiter le nombre de perdantes à celui des cartes maîtresses des autres couleurs. »

— Jacques Delorme, Bridge: bien jouer avec le mort, Flammarion, 1978
Les principales décisions que le déclarant doit prendre lors de l'élaboration de son plan de jeu concernent :
- les communications entre les mains : comment est-ce que je retourne au mort ou bien dans ma main ?
- les impasses : dans quel sens dois-je faire telle ou telle impasse ? Est-elle nécessaire pour réussir mon contrat, y a-t-il un risque élevé de chute ?

Les questions à se poser concernent notamment :
- la distribution et l'emplacement des honneurs chez les adversaires, souvent dévoilés par les enchères ou par l'entame,
- la probabilité d'affranchissement d'une couleur secondaire, la probabilité de surcoupe par l'adversaire ...

### Plan de jeu du déclarant à sans-atout
Au début du jeu, le déclarant voit qu'il dispose en général d'un certain nombre de levées de tête, certaines, grâce à ses honneurs. L'objectif du déclarant est d'obtenir des levées supplémentaires en affranchissement certaines couleurs, c'est-à-dire en rendant maîtresses des cartes qui ne le sont pas. Le déclarant doit alors raisonner en termes de levées certaines et de levées possibles.

### Plan de jeu du déclarant à la couleur
Dans un contrat à la couleur, et d'autant plus si le niveau du contrat est haut, l'élaboration d'un plan de jeu efficace est généralement plus facile si on réfléchit en termes de perdantes et effacement de perdantes que si on fait un compte positif de levées.
L'élaboration d'un plan de jeu à la couleur se fait en deux temps :
1. On détermine quelle est la main de base (l'autre étant appelée "Main secondaire") et on compte les levées et/ou les perdantes. (Voir article Main de base.)
2. On choisit la stratégie ayant le plus de chances de fournir les levées manquantes ou (c'est équivalent) effacer les perdantes excédentaires.

Robert Berthe et Norbert Lebely distinguent 4 plans génériques utilisables à la couleur:
- Effacement de perdantes par des coupes effectuées par la main courte à l'atout (plan no 1)
- Affranchissement par la coupe d'une couleur longue de la main secondaire (généralement la main du mort) suivi de défausses de perdantes de la main de base. (plan no 2)
- Jeu en "Élimination - placement de main" (plan no 3)
- Jeu en "Mort inversé" : coupes répétées de la main initialement longue à l'atout de sorte qu'au cours de la donne, une ou plusieurs coupes deviennent de-facto des coupes de la main courte (plan no 4)

Robert Berthe et Norbert Lebely énoncent aussi quelques plans plus particuliers:
- Le plan de jeu en double coupe (= plan n°1 bis) est considéré par les auteurs comme un cas particulier du plan no 1 où les communications sont matérialisées par des coupes.
- Défausse de cartes de la main secondaire (généralement celle du mort) sur des extra-gagnantes de la main de base suivi par des coupes effectuées par la main secondaire. (plan no 1 en deux temps)